# Edgardo Franzosini
Edgardo Franzosini (La Valletta Brianza, 14 agosto 1952) è uno scrittore, biografo e traduttore italiano.

## Biografia
Esordisce nel 1984, sotto lo pseudonimo di Edgar Lander, con Bela Lugosi: biografia di una metamorfosi, dedicato all'attore ungherese che per primo interpretò al cinema il conte Dracula. Nel 1989 ha pubblicato Il mangiatore di carta, la storia di Johann Ernst Biren, curioso personaggio settecentesco col vizio ossessionante di divorare carta vergata di inchiostro.  Nel 1995 pubblica Raymond Isidore e la sua cattedrale,  in cui rievoca la storia di Raymond Isidore, detto Picassiette, costruttore di una cattedrale fatta di detriti; il libro ha vinto il Premio l'Inedito-Maria Bellonci, il Premio Procida-Isola di Arturo-Elsa Morante ed è stato finalista al Premio dei Lettori di Lucca. Nel 1998 pubblica una nuova versione riveduta di Bela Lugosi, vincendo il Premio Filmcritica-Umberto Barbaro. Nel 2013 Sotto il nome del Cardinale, dedicato a Giuseppe Ripamonti, ricordato per l'influenza esercitata sulla stesura dei Promessi sposi con le sue opere storiografiche. Nel 2014 Sul Monte Verità, in cui si narra la vita dell'eremita Alceste Paleari, uno dei personaggi della variegata comunità del Monte Verità a Ascona. Nel 2015 pubblica Questa vita tuttavia mi pesa molto, in cui ricostruisce la vita dello scultore Rembrandt Bugatti, divenuto celebre all'inizio del Novecento per i suoi bronzi raffiguranti animali esotici; il libro ha vinto il Premio Dessì e il Premio Comisso. Nel 2018, nel libro Rimbaud e la Vedova, ha raccontato il soggiorno milanese, avvenuto tra la fine del mese di aprile e la fine di maggio del 1875, di Arthur Rimbaud. Il romanzo Per espresso desiderio del 2025 è ispirato alla vita di Paul Léautaud, autore di un monumentale Journal.
Vive a Milano. I suoi libri sono stati tradotti in Spagna, Francia, Germania, Inghilterra e Stati Uniti. 
Ha tradotto dal francese e dal tedesco.

## Opere

### Romanzi e racconti
- (con lo pseudonimo di Edgar Lander) Bela Lugosi: biografia di una metamorfosi, presentazione di Gianfranco Manfredi, Tranchida, Milano, 1984; nuova ed. riveduta Adelphi, Milano, 1998
- Il mangiatore di carta, SugarCo, Milano, 1989; nuova ed. riveduta, Sellerio, Palermo, 2017
- Raymond Isidore e la sua cattedrale, Adelphi, Milano, 1995
- Sotto il nome del Cardinale, Adelphi, Milano, 2013
- Sul Monte Verità, Il Saggiatore, Milano, 2014; nuova edizione, Il Saggiatore, Milano, 2021
- Questa vita tuttavia mi pesa molto, Adelphi, Milano, 2015
- Rimbaud e la vedova, Skira, Milano, 2018
- Per espresso desiderio, Feltrinelli, Milano, 2025

### Curatele
- Arthur Cravan, Grande Trampoliere Smarrito, Adelphi, Milano, 2018
- Marcel Proust, Libri in Prestito, Henry Beyle, Milano, 2023
- Michel Tournier, La Leggenda della Musica e della Danza, Henry Beyle, Milano, 2024

### Traduzioni
- (con lo pseudonimo di Edgar Lander) Novalis, I discepoli di Sais, Tranchida, Milano, 1985
- Georges Simenon, La vedova Couderc, Adelphi, Milano, 1993
- Joseph Périgot, Il rumore del fiume, Interno giallo, Milano, 1994
- Arthur Rimbaud, Una Stagione all'Inferno, Il Saggiatore, Milano, 2021